# يعرب قدة
يعرب القضاة، مواليد عام 1972.
هو وزير الصناعة والتجارة والتموين في حكومة الدكتور هاني الملقي الأولى والثانية في الفترة 2016 - 2018.
ويشغل حالياً نفس المنصب في حكومة الدكتور جعفر حسان منذ عام 2024.
يحمل السيد يعرب القضاة درجة البكالوريوس في الهندسة الصناعية من الجامعة الأردنية. وهو نجل النائب الأردني السابق فلاح القضاة.